# Claudette Mink
Claudette Mink (* 4. April 1971 in Toronto, Ontario) ist eine kanadische Schauspielerin.

## Leben und Leistungen
Mink wurde an der George Brown Theatre School in Toronto unterrichtet. Sie debütierte in Theaterrollen, in denen sie unter anderen neben Mickey Rooney auftrat. Ihre erste Filmrolle spielte sie an der Seite von Robert Urich im Fernsehfilm Combat Zone aus dem Jahr 1993. Im Actionfilm Deadly Heroes (1994) spielte sie an der Seite von Michael Paré eine der größeren Rollen. Im Horrorfilm Children of the Corn: Revelation (2001) spielte sie die Hauptrolle; zu den Nebendarstellern gehörte Michael Ironside. Eine größere Rolle übernahm sie im Fernsehdrama Phenomenon II – Ein wunderbares Genie (2003), der für das Fernsehen produzierten Fortsetzung des Films Phenomenon – Das Unmögliche wird wahr (1996). Im Fernsehthriller Gefährliche Nachbarn (2005) spielte sie die Hauptrolle einer Frau, die zuerst ihren Ehemann und ihren Liebhaber ermordet, dann ihre beste Freundin (Megan Gallagher) töten will. Im Thriller Spiel mit der Angst (2007) spielte sie eine größere Rolle an der Seite von Pierce Brosnan, Maria Bello und Gerard Butler.

## Filmografie (Auswahl)
- 1993: Combat Zone (Spenser: Ceremony)
- 1994: Deadly Heroes
- 1995: Eiskalte Wut (Family of Cops)
- 1999: Parkland – Deal mit dem Tod (Killer Deal)
- 2001: Monkeybone
- 2001: Children of the Corn: Revelation
- 2003: Phenomenon II – Ein wunderbares Genie (Phenomenon II)
- 2003: Paycheck – Die Abrechnung (Paycheck)
- 2003: Rush of Fear – Gefährliche Beute (Rush of Fear)
- 2004: Alfie
- 2005: Tamara – Rache kann so verführerisch sein (Tamara)
- 2005: Gefährliche Nachbarn (Best Friends)
- 2005: 24 (Fernsehserie, Folge 4x17)
- 2007: Spiel mit der Angst (Butterfly on a Wheel)
- 2007: Firehouse Dog
- 2008: The Guard (Fernsehserie, 7 Folgen)
- 2009: Harper’s Island (Fernsehserie, 9 Folgen)
- 2009: Fringe – Grenzfälle des FBI (Fringe, Fernsehserie, Folge 2x03)
- 2009: Web of Desire (Fernsehfilm)
- 2012: Smart Cookies (Fernsehfilm)
- 2012: R.L. Stine’s The Haunting Hour (Fernsehserie, Folge 3x12)